# Vectidromeus insularis
Vectidromeus insularis (que significa "corredor insular de la Isla de Wight") es la única especie conocida del género extinto Vectidromeus de dinosaurio ornitópodo hipsilofodóntido, que vivió a principios del período Cretácico  hace aproximadamnete 130 millones de años durante el Barremiense, de lo que es hoy Europa. Sus fósiles se encontraron en la Formación Wessex del Cretácico inferior de Inglaterra. Es conocido a partir de un esqueleto parcial perteneciente a un individuo juvenil.

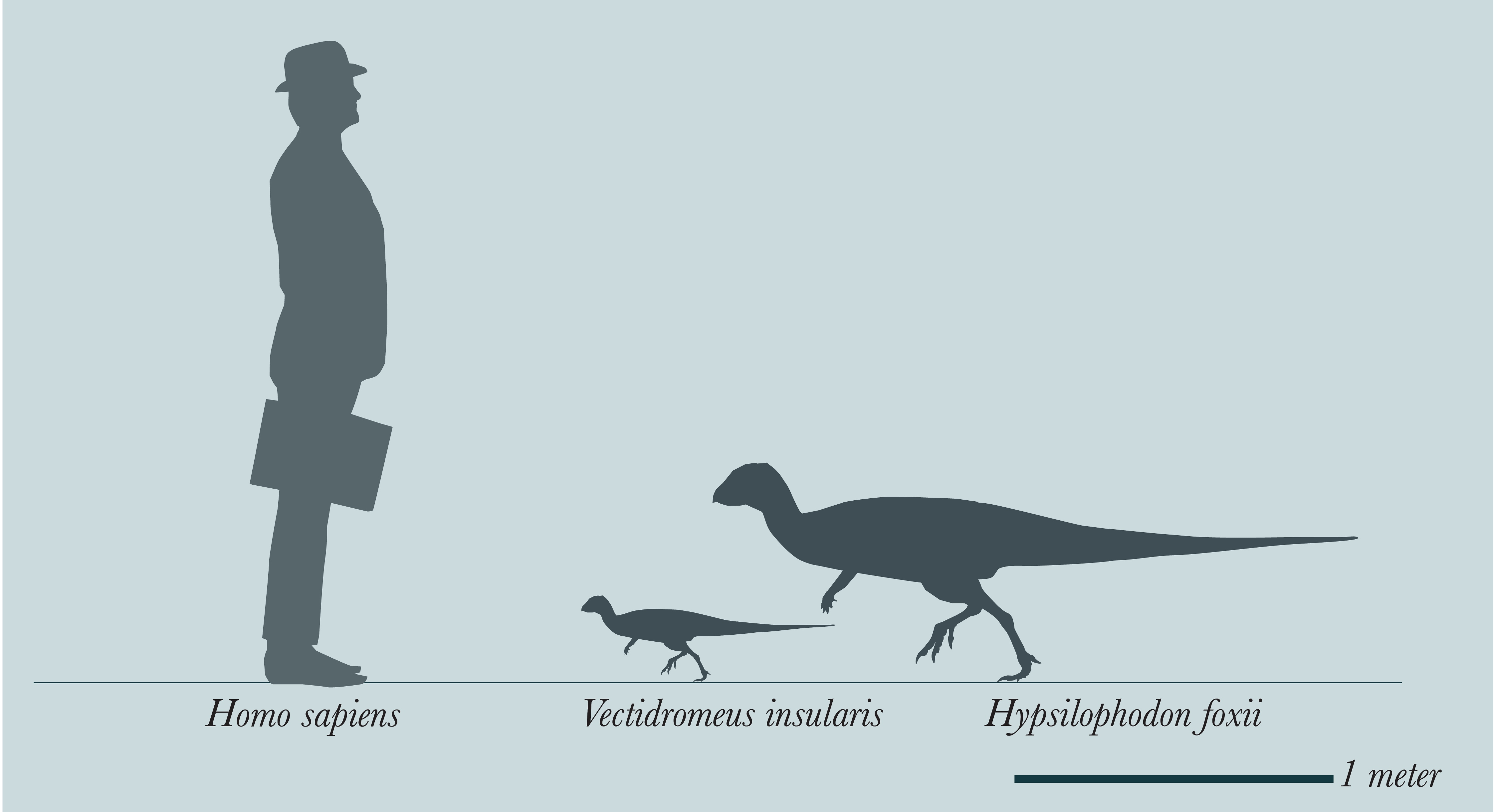
Tamaño comparado del espécimen tipo de Vectidromeus, con un humano e Hypsilophodon.

El espécimen holotipo de Vectidromeus, IWCMS 2023.102, fue descubierto en sedimentos de la Formación Wessex cerca de Sudmoor Point en la Isla de Wight, Inglaterra. Consiste en un esqueleto incompleto presumiblemente perteneciente a un individuo juvenil, que incluye vértebras dorsal y caudal parciales, ambos iliones, el pubis izquierdo, ambos isquiones, un fémur y tibia derechos incompletos, un fémur, tibia y peroné izquierdos, y un pie izquierdo parcial. Aunque el espécimen es juvenil, difiere de los juveniles de Hypsilophodon y proviene de una zona mucho más inferior de la Formación Wessex, lo que sugiere que representa una especie distinta.

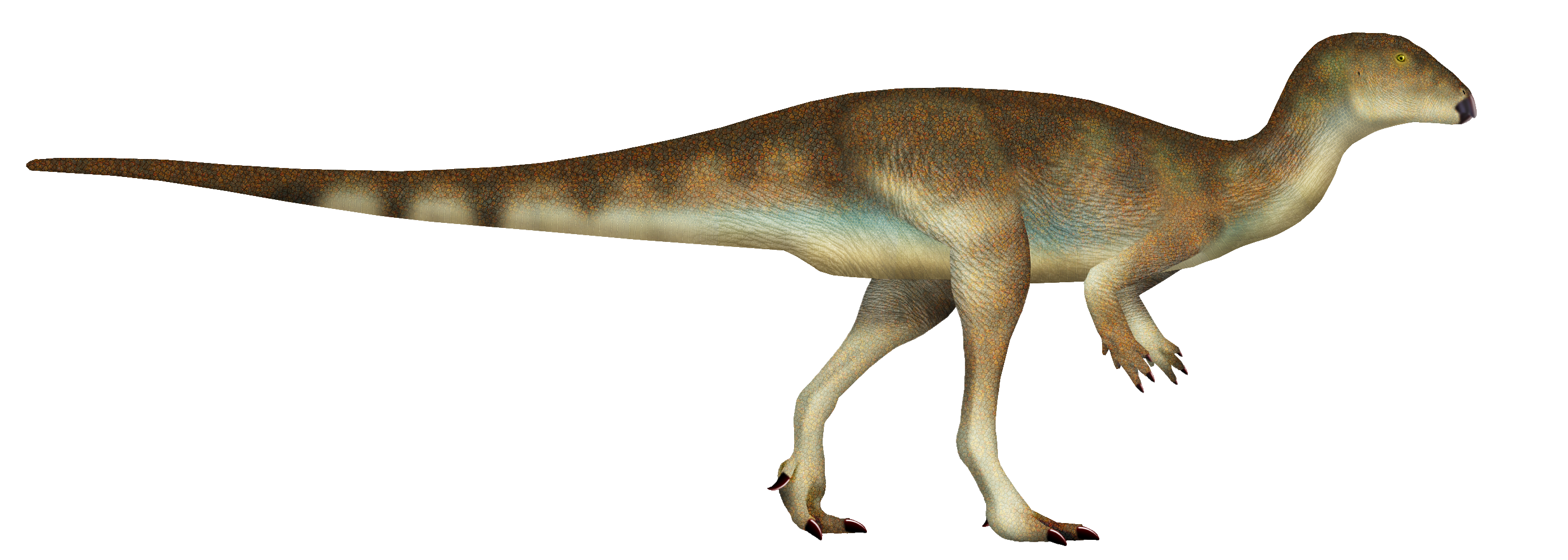
Restauración de vida

En 2023, Longrich et al. describieron a Vectidromeus insularis como un nuevo género y especie de ornitópodo hipsilofdóntido basándose en estos restos fósiles. El nombre genérico, "Vectidromeus", combina "Vectis", el nombre romano en latín de la Isla de Wight, con la palabra griega δρομεύς, "dromeus", que significa "corredor". El nombre específico, V. insularis, es una palabra latina que significa "insular", haciendo referencia que pertenece a una isla.